# Racconto d'autunno (film 1998)
Racconto d'autunno (Conte d'automne) è un film del 1998 diretto da Éric Rohmer.
Si tratta del quarto film del ciclo Racconti delle quattro stagioni. Con esso Rohmer conclude il ciclo.

## Trama
che ci sia sempre bel tempo

verde e blu e fiori selvatici

buon viaggio, figli miei!»
(Ritornello della canzone cantata alla fine del film)
Magali è una viticultrice che vive nella Valle del Rodano, in Ardèche, in un fondo dei propri genitori, denominato La Farme du Moulin. È vedova e da cinque anni è morto anche suo padre, presso il quale era andata a vivere dopo la perdita del marito. Sua figlia Valentine è andata a convivere a Orange e suo figlio Léo preferisce vivere solo a Montélimar dove studia.
L'amica di Léo, Rosine, ha con Magali un ottimo rapporto e ha colmato un po' il vuoto d'affetti della donna. Isabelle è una donna della sua età, compagna di scuola, anche lei sposata con due figli e fa la libraia a Saint-Paul-Trois-Châteaux. La va a trovare per invitarla al matrimonio della figlia Emilia. Intuendone la solitudine la vuole convincere a cercare un uomo e, a sua insaputa, mette un annuncio su un giornale per cuori solitari.
Risponde un certo Gérald. Isabelle, fingendosi l'interessata, lo incontra alcune volte per conoscerlo e decidere se può essere un tipo adatto per Magali. Nello stesso tempo anche Rosine si è proposta di trovarle marito e trama per farle incontrare Étienne, suo ex-professore di filosofia con cui ha avuto una relazione.
In occasione della festa di matrimonio della figlia di Isabella sono organizzati gli incontri fra Magalì e i due uomini. Étienne preferisce le ragazzine e Gérald, con cui Magalì ha un piacevole approccio, non la convince per l'ambiguo legame con Isabelle.
Entrambi hanno però da Isabelle spiegazioni che li rassicurano e forse un sentimento potrà esserci in futuro.

## Produzione

### Cast
Rohmer fa interpretare il film ad attrici che già avevano precedentemente lavorato nei suoi film;
- Béatrice Romand, (Magali), già interprete della protagonista di Il ginocchio di Claire, L'amore il pomeriggio, Il bel matrimonio, Reinette e Mirabelle, Il raggio verde;
- Marie Rivière, (Isabelle), interprete di Il fuorilegge, di La moglie dell'aviatore, di Reinette e Mirabelle, di Il raggio verde, di Racconto d'inverno, successivamente interpreterà anche La nobildonna e il duca.

#### Recitazione
Sempre Rohmer, nell'intervista citata, racconta che ha scelto attrici dalle voci non teatrali, che utilizzassero tonalità diverse.
Inoltre ha curato molto la gestualità. I movimenti degli attori disegnano arabeschi, geometrie. Ad esempio: Isabelle incrocia le braccia dietro la nuca e pare disegnare una losanga, la capigliatura "faraonica" di Magali un triangolo.

### Riprese
Il film è girato nei mesi di settembre e ottobre 1997, nella Valle del Rodano, fra le due sponde del fiume:
- da una parte Saint-Paul-Trois-Châteaux, nella regione della Drôme, dove vive Isabelle e Montélimar dove ha c'è Libreria dei 5 continenti in cui lavora Isabelle, dove vivono Etienne e Gérald, dove studiano Léeon e Rosine;
- dall'altra parte i dintorni e le campagne di Bourg-Saint-Andéol, nella regione dell'Ardèche, dove Magali ha il suo vigneto e da cui si intravede nella foschia il Ventoux;
- in auto viene attraversato il ponte sul grande canale di Donzère-Mondragon, ci si ferma alla stazione di Pierrelatte, sono inquadrate le ciminiere della centrale nucleare di Tricastin, viene nominata Orange dove vive la Valentine, la figlia di Magali;
- Isabelle e Gerald fanno colazione la prima volta a Le Marseillais di Pont-Saint-Esprit, si incontrano poi a L'Absinthe di La Garde d'Adhemar, l'ultima volta si danno appuntamento al Garden Café di Montélimar.

Nell'intervista concessa a Michel Ciment il 17 ottobre 1998, proposta nel DVD della BIM, del 2009, Rohmer dichiara che questi luoghi lo hanno ispirato per le trame dei percorsi, una ragnatela di strade che si incrociano e la possibilità di una grande circolazione.

## Accoglienza

### Critica
Valerio De Paolis, il presidente della casa di distribuzione BIM, definisce il film "brillante, spumeggiante, ironico e divertente". Ci sono dialoghi moderni e rappresenta giochi sentimentali fra persone di diversa età. Ha avuto successo popolare anche in Italia.
Nicola Dusi:
(Nicola Dusi, Segnocinema, n. 94, novembre-dicembre, 1999.)

#### Temi
- il tema della "macchinazione"
- la solitudine, l'amicizia, l'amore
- il caso, il capriccio, la leggerezza del vivere
- la magica provincia francese
- la maturità della vita e la seduzione